# Мусиенко, Иван Васильевич
Иван Васильевич Мусиенко (1919, Грицовка — ?) — советский деятель, председатель Черновицкого облисполкома. Депутат Верховного Совета УССР 7—8-го созывов (1967—1974). Член Ревизионной комиссии КПУ в 1966—1976 г.

## Биография
Родился в 1919 году в селе Грицовка (ныне Талалаевского района Черниговской области).
Член ВКП(б) с 1946 года.
Находился на партийной и советской работе. До 1962 года — 1-й секретарь Садгорского районного комитета КПУ Черновицкой области.
До декабря 1965 года — 1-й секретарь Новоселицкого районного комитета КПУ Черновицкой области.
6 декабря 1965 — 17 июня 1973 года — председатель исполнительного комитета Черновицкого областного совета депутатов трудящихся.
Потом — на пенсии.

## Награды
- Орден «Знак Почёта» (20.08.1969);
- медали.